# SBS 트롯대전
《SBS 트롯대전》은 대한민국의 SBS에서 매년 12월에 주최하는 연말 트로트 가요 프로그램이다.

## 개요
SBS 최초의 트로트 장르 연말 가요제다. 그간 SBS 가요대전이 지나치게 아이돌 위주로 꾸려진다는 비판을 의식했는지 중장년층을 포섭하려는 의도로 보여 트로트 가요제로 개최되었다.

## 역대 진행자
| 개최년도 | MC           | 장소                             | 비고 |
| -------- | ------------ | -------------------------------- | ---- |
| 2024년   | 영탁, 박하선 | 인천 영종도 인스파이어 아레나 홀 |      |

## 역대 출연진

### 2024년
| - 금잔디 - 김용필 - 김희재 - 남진 - 박민수 - 박지현 - 설운도 - 성민 - 손태진 - 송가인 - 심수봉 - 안성훈 - 양지은 - 영탁 - 오유진 - 이수연 - 이찬원 - 장민호 - 진성 |

## 같이 보기
- 《KBS 트로트대축제》
- 《MBC 가요베스트 대제전》
- 《SBS 가요대전》
- 《더트롯쇼》